# میتسورو فوکی کوشی
میتسورو فوکی کوشی (انگلیسی: Mitsuru Fukikoshi؛ زادهٔ ۱۷ فوریهٔ ۱۹۶۵) یک هنرپیشه اهل ژاپن است.